# Currie Cup First Division 2004
La Currie Cup First Division de 2004 fue la quinta edición de la segunda división del rugby provincial de Sudáfrica.
El campeón fue el equipo de Boland Cavaliers quienes obtuvieron su tercer campeonato.

## Sistema de disputa
El torneo se disputó en formato liga donde cada equipo se enfrentó a los equipos restantes, luego los mejores cuatro clasificados disputaron semifinales y final.

## Clasificación
| Pos. | Equipo           | Encuentros | Encuentros | Encuentros | Encuentros | Tantos | Tantos | Tantos | PB | PB | Puntos |
| Pos. | Equipo           | PJ         | PG         | PE         | PP         | F      | C      | Dif    | BO | BD | Puntos |
| ---- | ---------------- | ---------- | ---------- | ---------- | ---------- | ------ | ------ | ------ | -- | -- | ------ |
| 1.º  | Boland Cavaliers | 10         | 7          | 0          | 3          | 337    | 217    | +120   | 5  | 3  | 36     |
| 2.º  | Border Bulldogs  | 10         | 8          | 0          | 2          | 291    | 294    | −3     | 4  | 0  | 36     |
| 3.º  | Leopards         | 10         | 7          | 0          | 3          | 319    | 251    | +68    | 6  | 1  | 35     |
| 4.º  | Valke            | 10         | 3          | 0          | 7          | 287    | 398    | −111   | 5  | 4  | 21     |
| 5.º  | Mighty Elephants | 10         | 3          | 0          | 7          | 278    | 278    | 0      | 3  | 5  | 20     |
| 6.º  | Griffons         | 10         | 2          | 0          | 8          | 317    | 391    | −74    | 6  | 2  | 16     |

|  | Semifinalistas. |

### Semifinales
| 15 de octubre | Border Bulldogs | 19 - 15 | Leopards |  |  |

| 16 de octubre | Boland Cavaliers | 50 - 15 | Falcons |  |  |

### Final
| 22 de octubre | Boland Cavaliers | 23 - 22 | Border Bulldogs | Boland Stadium, Wellington |  |

| Bandera de Sudáfrica     |
| Campeón Boland Cavaliers |
| Tercer título            |